# Regierung Bruce-Page

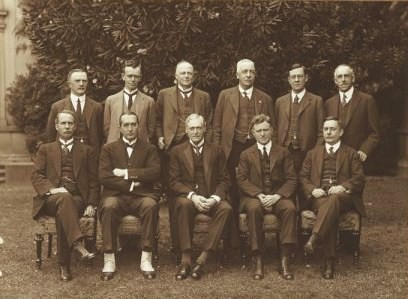
Regierung Bruce-Page: (stehend von links) William Gibson, Percy Stewart, Eric Bowden, Austin Chapman, Victor Wilson, Llewellyn Atkinson, Vice-President of the Executive Council (sitzend von links) George Pearce, Stanley Bruce, Generalgouverneur Lord Forster, Earle Page, Littleton Groom

Die Regierung Bruce-Page Regierte Australien vom 9. Februar 1923 bis zum 22. Oktober 1929. Der Koalitionsregierung gehörten die Nationalist Party of Australia (NAT) und die Country Party (CP) an.
Die Vorgängerregierung war eine Alleinregierung der Nationalist Party unter Premierminister Billy Hughes. Bei der Parlamentswahl am 16. Dezember 1922 büßte die Nationalist Party Stimmen ein und wurde mit 26 Sitzen nur noch zweitstärkste Partei im Repräsentantenhaus und war auf die 14 Stimmen der Country Party (CP) für die Bildung einer Koalitionsregierung angewiesen. Da der Vorsitzende der Country Party, Earle Page, eine von Hughes geführte Regierung ablehnte, wurde der bisherige Schatzminister Stanley Bruce neuer Premierminister und Page Schatzminister. Bei der Parlamentswahl am 14. November 1925 gewann die Nationalist Party 37 Sitze, ein Gewinn von 11 Sitzen, die Country Party hielt ihre 14. Sitze. Im Senat behielt die Nationalist Party ihre 24 Sitze, die bisher nicht vertretene Country Party gewann 4 Sitze. Bei der Parlamentswahl am 17. November 1928 konnte die Nationalist Party einen weiteren Senatssitz gewinnen, im Repräsentantenhaus erhielten die Nationalist Party 29 und die Country Party 13 Mandate. Am 25. September errang die oppositionelle Labor Party, die von Regierungsabgeordneten, darunter dem ehemaligen Premierminister Hughes, unterstützt wurde, bei der Abstimmung über ein Arbeitsgesetz, den Maritime Industrial Bill, eine Mehrheit. Daraufhin fanden am 29. Oktober 1929 Wahlen zum Repräsentantenhaus statt, bei der die Labor Party mit 47 von 76 Sitzen eine klare Mehrheit errang, die Nationalist Party verlor 15 Sitze und die Country Party büßte 3 Site ein. Der Labor-Vorsitzende James Scullin wurde Premierminister der neuen Regierung.

## Ministerliste
| Amt                                  | Minister            | Partei | Amtszeit                                                            | Bild |
| ------------------------------------ | ------------------- | ------ | ------------------------------------------------------------------- | ---- |
| Premierminister und Außenminister    | Stanley Bruce       | NAT    | 9. Februar 1923 – 22. Oktober 1929                                  |      |
| Schatzminister                       | Earle Page          | CP     | 9. Februar 1923 – 22. Oktober 1929                                  |      |
| Minister für Inneres und Territorien | George Pearce       | NAT    | 9. Februar 1923 – 18. Juni 1926                                     |      |
| Minister für Inneres und Territorien | William Glasgow     | NAT    | 18. Juni 1926 – 2. April 1927                                       |      |
| Minister für Inneres und Territorien | Charles Marr        | NAT    | 2. April 1927 – 24. Februar 1928                                    |      |
| Minister für Inneres und Territorien | Neville Howse       | NAT    | 24. Februar 1928 – 29. November 1928                                |      |
| Minister für Inneres und Territorien | Aubrey Abbott       | CP     | 29. November 1928 – 10. Oktober 1928                                |      |
| Innenminister                        | Aubrey Abbott       | CP     | 10. Oktober 1928 – 22. Oktober 1929                                 |      |
| Generalstaatsanwalt                  | Littleton Groom     | NAT    | 9. Februar 1923 – 18. Dezember 1925                                 |      |
| Generalstaatsanwalt                  | John Latham         | NAT    | 18. Dezember 1925 – 22. Oktober 1929                                |      |
| Generalpostmeister                   | William Gibson      | CP     | 9. Februar 1923 – 22. Oktober 1929                                  |      |
| Minister für Handel und Zölle        | Austin Chapman      | NAT    | 9. Februar 1923 – 26. Mai 1924                                      |      |
| Minister für Handel und Zölle        | Littleton Groom     | NAT    | 26. Mai 1924 – 13. Juni 1924                                        |      |
| Minister für Handel und Zölle        | Herbert Pratten     | NAT    | 13. Juni 1924 – 7. Mai 1928                                         |      |
| Minister für Handel und Zölle        | Stanley Bruce       | NAT    | 8. Mai 1928 – 24. November 1928                                     |      |
| Minister für Handel und Zölle        | Henry Gullett       | NAT    | 24. November 1928 – 22. Oktober 1929                                |      |
| Minister für Arbeit und Eisenbahn    | Percy Stewart       | CP     | 9. Februar 1923 – 5. Mai 1924                                       |      |
| Minister für Arbeit und Eisenbahn    | William Hill        | CP     | 8. Mai 1924 – 29. November 1928                                     |      |
| Minister für Arbeit und Eisenbahn    | William Gibson      | CP     | 10. Dezember 1928 – 22. Oktober 1929                                |      |
| Verteidigungsminister                | Eric Bowden         | NAT    | 9. Februar 1923 – 16. Januar 1925                                   |      |
| Verteidigungsminister                | Neville Howse       | NAT    | 16. Januar 1925 – 2. April 1927                                     |      |
| Verteidigungsminister                | William Glasgow     | NAT    | 2. April 1927 – 22. Oktober 1929                                    |      |
| Gesundheitsminister                  | Austin Chapman      | NAT    | 9. Februar 1923 – 26. Mai 1924                                      |      |
| Gesundheitsminister                  | Littleton Groom     | NAT    | 26. Mai 1924 – 13. Juni 1924                                        |      |
| Gesundheitsminister                  | Herbert Pratten     | NAT    | 13. Juni 1924 – 16. Januar 1925                                     |      |
| Gesundheitsminister                  | Neville Howse       | NAT    | 16. Januar 1925 – 2. April 1927                                     |      |
| Gesundheitsminister                  | Stanley Bruce       | NAT    | 2. April 1927 – 24. November 2928                                   |      |
| Gesundheitsminister                  | Neville Howse       | NAT    | 24. November 2928 – 22. Oktober 1929                                |      |
| Minister für Märkte und Migration    | Victor Wilson       | NAT    | 9. Februar 1923 – 18. Juni 1926                                     |      |
| Minister für Märkte und Migration    | Thomas Paterson     | CP     | 18. Juni 1926 – 19. Januar 1928                                     |      |
| Minister für Märkte                  | Thomas Paterson     | CP     | 19. Januar 1928 – 10. Dezember 1928                                 |      |
| Minister für Märkte und Verkehr      | Thomas Paterson     | CP     | 10. Dezember 1928 – 22. Oktober 1929                                |      |
| Vizepräsident des Executive Council  | Llewellyn Atkinson  | CP     | 9. Februar 1923 – 18. Juni 1926                                     |      |
| Vizepräsident des Executive Council  | George Pearce       | NAT    | 18. Juni 1926 – 22. Oktober 1929                                    |      |
|                                      |                     |        |                                                                     |      |
| Honorary Minister                    | Victor Wilson       | NAT    | 9. Februar 1923 – 16. Januar 1925                                   |      |
| Honorary Minister                    | Thomas Crawford     | NAT    | 14. Februar 1923 – 29. November 1928                                |      |
| Honorary Minister                    | Charles Marr        | NAT    | 16. Januar 1925 – 2. April 1927 24. Februar 1928 – 22. Oktober 1929 |      |
| Honorary Minister                    | Alexander McLachlan | NAT    | 29. August 1926 – 22. Oktober 1929                                  |      |
| Honorary Minister                    | Neville Howse       | NAT    | 2. April 1927 – 24. Februar 1928                                    |      |
| Honorary Minister                    | James Ogden         | NAT    | 29. November 1928 – 22. Oktober 1929                                |      |